# S:t Eriksområdet

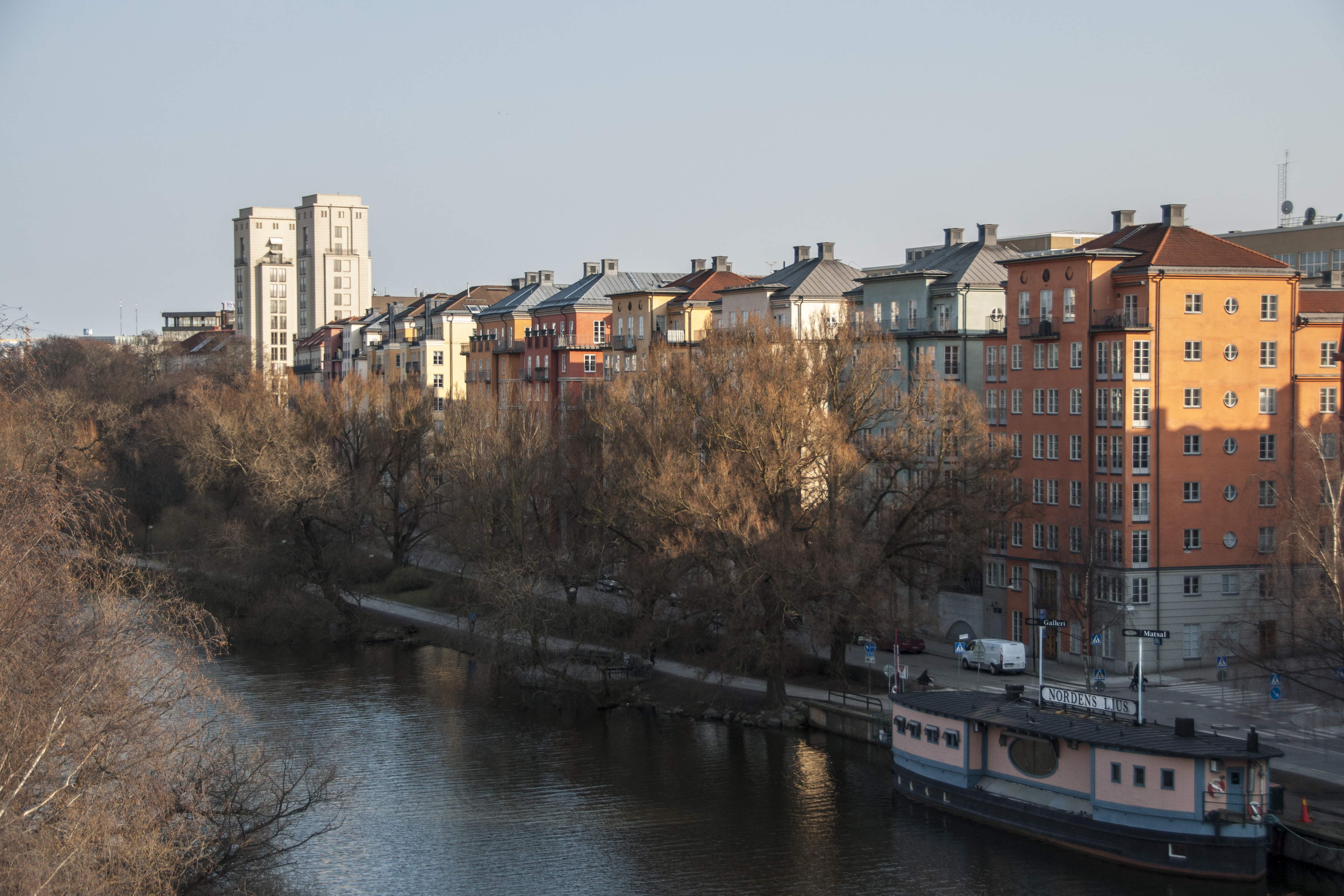
Sankt Eriksområdet utmed Kungsholms strand.

S:t Eriksområdet är ett bostadsområde i stadsdelen Kungsholmen i centrala Stockholm. Området uppfördes åren 1995–98 på en yta där en del av Sankt Eriks sjukhus tidigare legat och omfattar 770 bostäder.

## Områdets tidigare historik

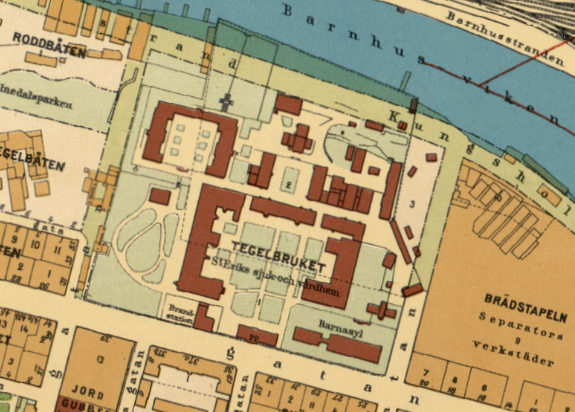
Sjukhusområdet 1930.

På platsen för S:t Eriksområdet anmodades år 1587 den holländske murarmästaren Henrik van der Hufven av Johan III att anlägga ett tegelbruk med ugn och lada. Tegelbruket kom att bli betydelsefullt i utbyggnaden av huvudstaden under stormaktstiden. 
Området ägdes i mitten av 1700-talet av Hans Vilhelm Grubb och senare av kommerserådet Michael Grubb (adlad af Grubben) och kom att kallas Grubbens trädgård eller Grubbens gärde. På Kvarnberget uppfördes Grubbens kvarn. 
I dessa lantliga utkanter av Kungsholmen invigdes 1860 Stockholms stads norra försörjningsinrättning, även kallad Grubbens, för att ta hand om tillfälligt arbetslösa fattiga som stod utan bostad. Den herrgårdsliknande anläggningen ritades av arkitekten Fredrik Wilhelm Scholander med tanken om att en harmonisk och skön arkitektur skulle påverka människorna till ett bättre leverne. Ludvig Hedin kompletterade anläggningen 1865 med arbetslokaler och kyrksal. 
Förhållandena för de intagna var dåliga, logementen överbelagda, och inrättningen blev snart en fruktad institution där fysiskt och psykiskt sjuka blandades. Stadens revisorer påtalade bristerna och såg förhållandena för barnen som direkt skamliga. År 1896 restes den så kallade dårasylen (riven på 1960-talet) och därefter kunde en medicinsk uppdelning inom området komma till stånd. Även en barnasyl byggdes utmed Fleminggatan där barnen inackorderades i väntan på fosterhemsplacering ute i landet. Axel Nyström ritade de nya sjukhuspaviljonger som uppfördes, och runt sekelskiftet rymde området över 2 000 intagna.
Verksamheten övergick successivt till konventionell sjukhusvård och 1926 ändrades namnet till Sankt Eriks sjukhus. 
År 1981 bestämdes att akutsjukhuset skulle läggas ned och planen var att till en början omvandla sjukhusområdet till ett äldrevårdscentrum med resurser för bland annat långtidssjukvård. Akutsjukhuset stängdes 1986 och Stockholms stad lyckades efter förhandlingar med Landstinget förvärva stora delar av marken i syfte att där bygga bostäder.

## Sankt Eriksområdet

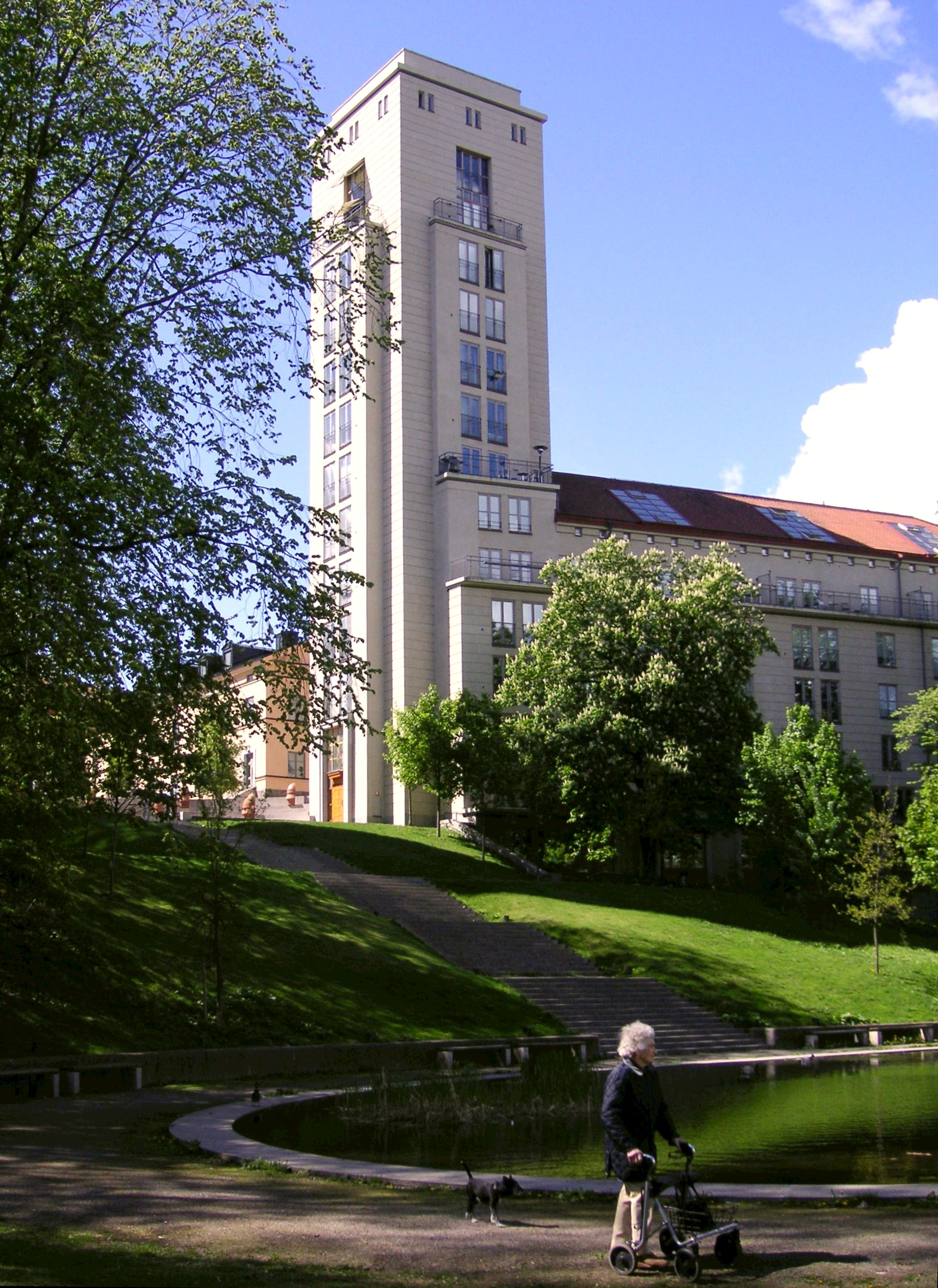
S:t Eriks torn vid Barnhusviken.

Sankt Eriks bostadsområde var ett av de största bostadsprojekt som genomfördes i Stockholm under 1990-talet. Totalt färdigställdes 770 bostäder i området mellan 1995 och 1998. Stadsplanen ritades av Stockholms Stadsbyggnadskontor under planarkitekten Aleksander Wolodarski. En tydlig nord-sydaxel från Fleminggatan ner till Barnhusviken dominerar planen. Axeln börjar i en portalbyggnad vid Fleminggatan, löper genom en rund park som omges av två hästskoformade bostadshus (Grubbensringen), passerar två tornbyggnader, leder ner över en stor halvrund trappanläggning, ”Grubbens trappor“, och avslutas med en spegeldamm vid Kungsholmens strandstig. I den cirkelformade parken finns Sankt Eriks kapell, en liten kyrkobyggnad som tidigare var begravningskapell för S:t Eriks sjukhus. Kapellet flyttades 120 meter västerut till sin nuvarande plats när bostadsområdet byggdes. Flera av de äldre byggnaderna från Försörjningsinrättningen renoverades och byggdes om till bostäder medan andra revs.
Ett kvalitetsprogram inrättades av staden för att säkerställa den höga ambitionsnivån i byggandet, och byggherrarna förband sig till det. I avtalet ingick att tillsättningen av arkitekter skulle ske i samråd med stadsbyggnadskontoret och att arkitekterna skulle vara ansvariga under hela projektet. Flera olika arkitektföretag ritade husen, vilket gav området en önskad mångfald. Byggnadernas gestaltning påminner om den svenska 1920-talsklassicismen med tydlig anknytning till S:t Eriksbrons portaltorn (Porslinsbruket 29 och Loket 1). Den formgivningen hyllades av allmänheten, medan många arkitektkollegor var avvisande och kritiska och kallade det hela för pastisch och otidsenligt.
När S:t Eriksområdet stod inflyttningsklart skapades tidningsrubriker. Det dåvarande socialdemokratiska fastighetsborgarrådet Annika Billström gick in i efterhand och sänkte kommunala Svenska Bostäders inflyttningshyror i syfte att tvinga fram sänkningar av de redan framförhandlade hyrorna i områdets övriga nyproduktion.
År 2004 fick S:t Eriksområdet ”CNU Chart Award”, som utdelas av amerikanska Congress for the New Urbanism. S:t Eriksområdet i Stockholm blev en vinnare i kategorin ”Kvarteret, gatan och byggnaden”.
2012 besökte Storbritanniens arkitekturintresserade prins Charles området tillsammans med Carl XVI Gustaf och blev guidade av Aleksander Wolodarski. Prinsens bok A Vision of Britain skall enligt Wolodarski varit en av inspirationskällorna till området.

### Bilder

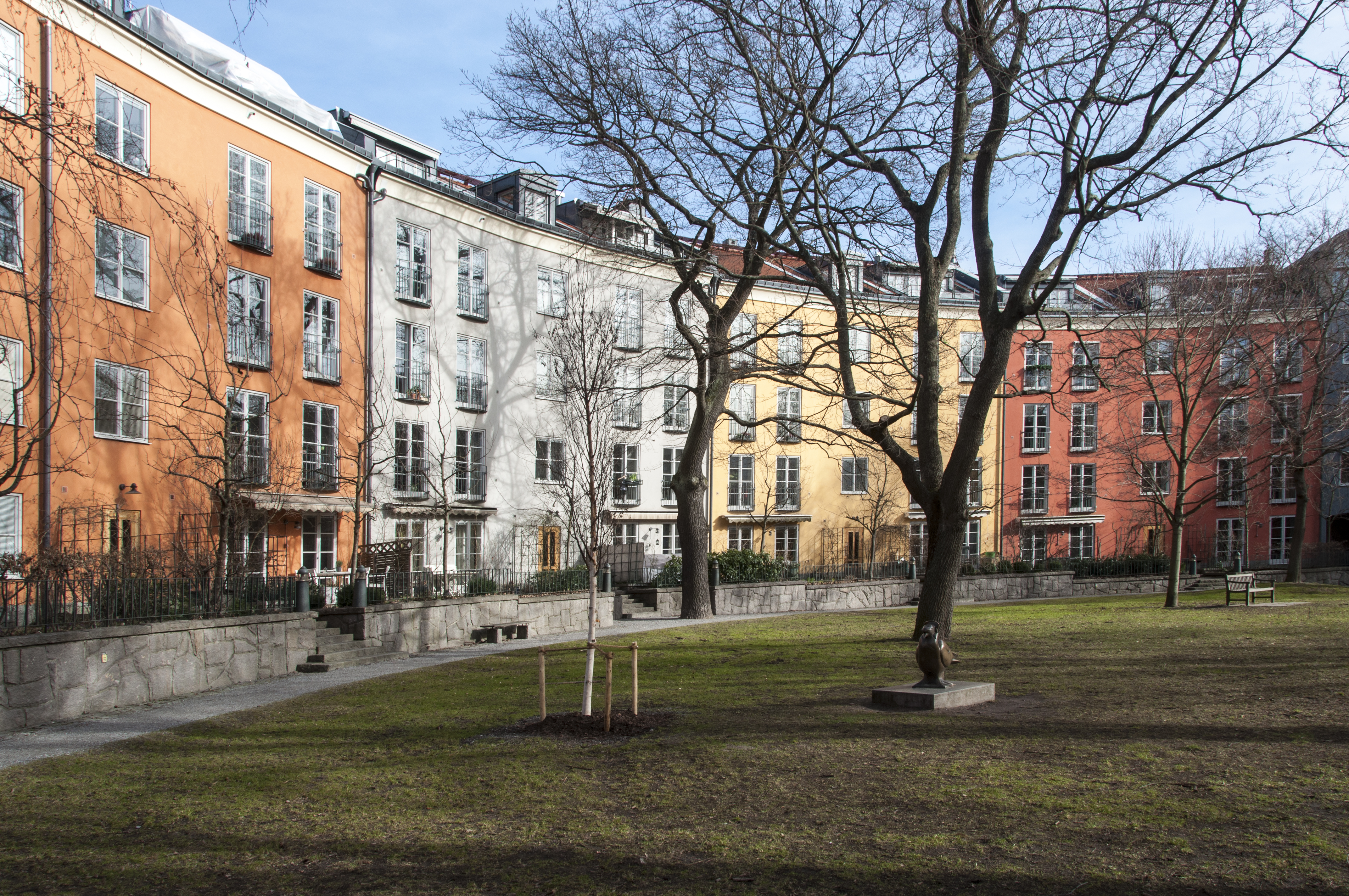
Hus kring Grubbensparken
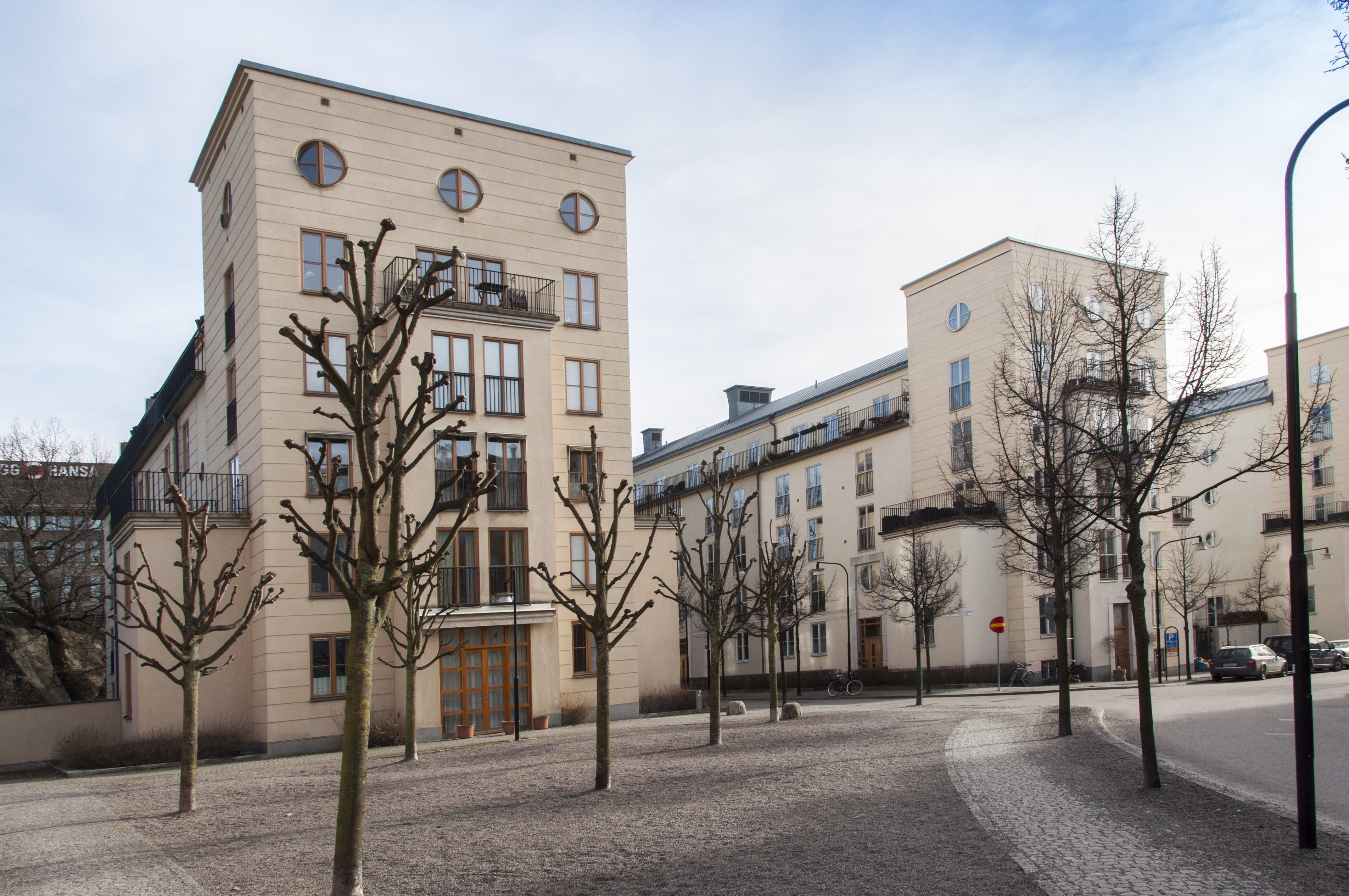
Grubbensringen
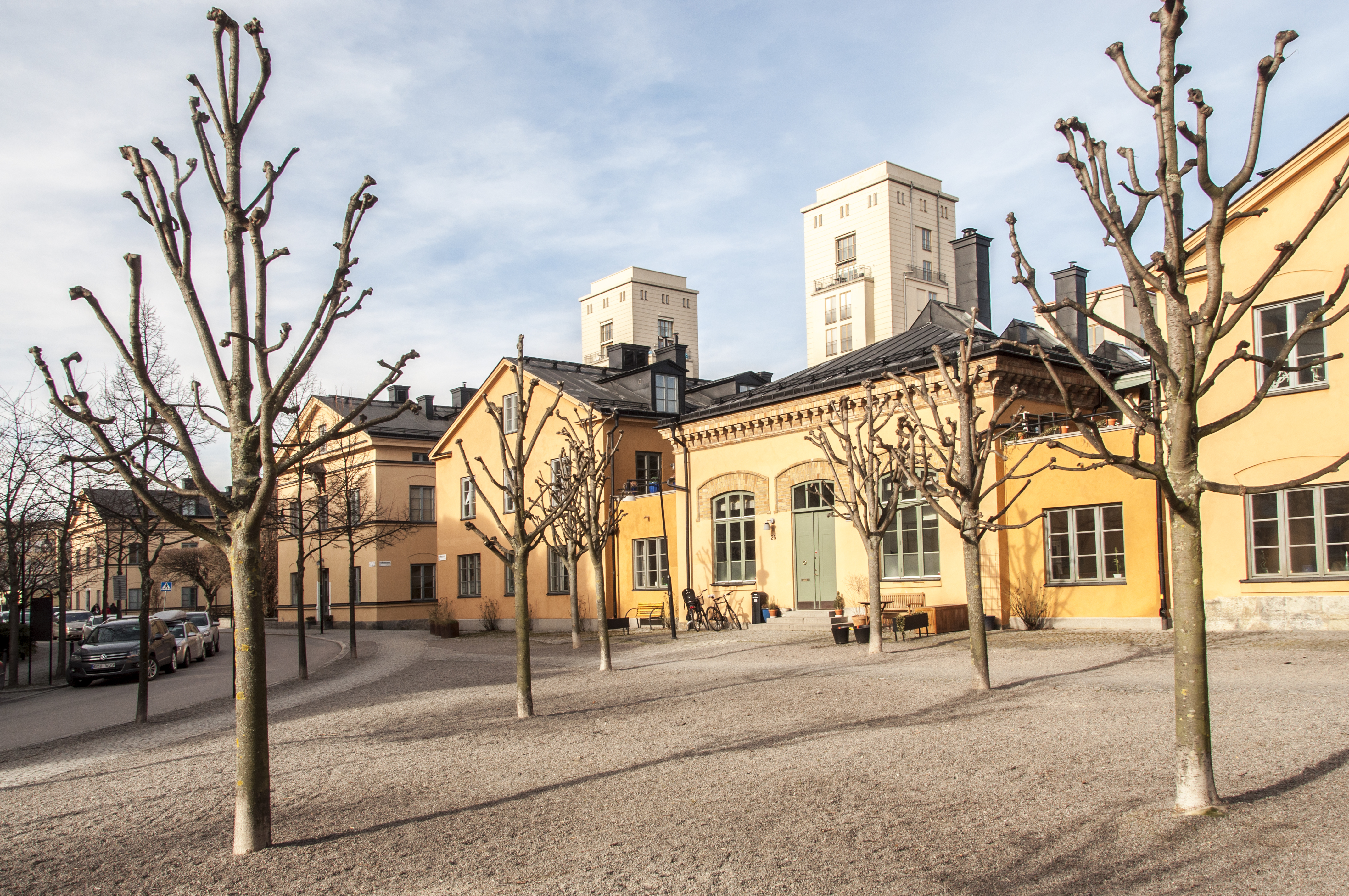
Gamla arbetsinrättningen
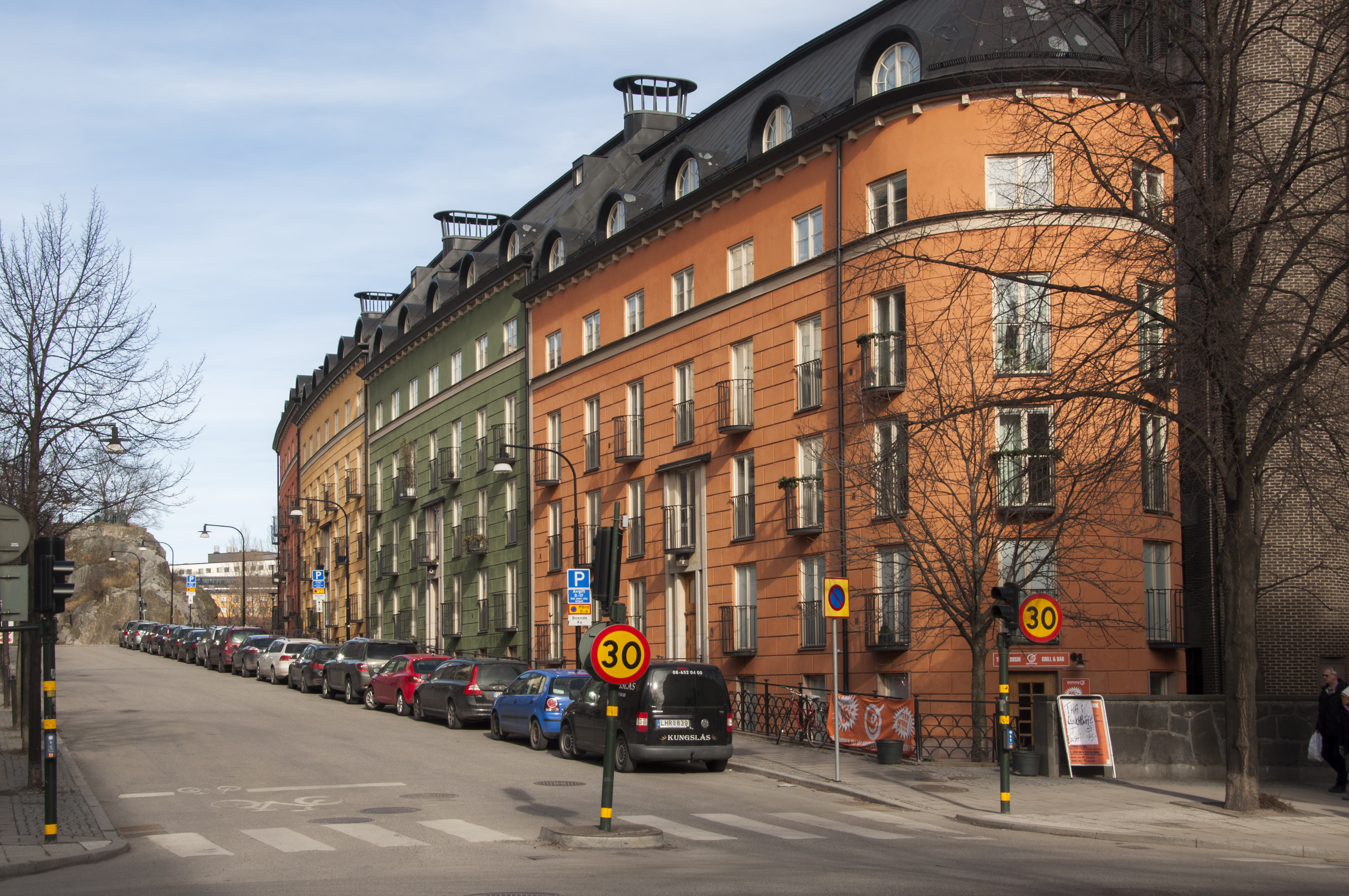
Carl Gustaf Lindstedts gata